# Partido de clasificación para la Copa Mundial de 2002 entre Uruguay y Argentina
El partido de clasificación al Mundial de Corea y Japón 2002 entre Uruguay y Argentina, fue el encuentro en la décima octava fecha de la Clasificación de Conmebol para la Copa Mundial de Fútbol de 2002, realizado en el Estadio Centenario el 14 de noviembre de 2001.
El ambiente antes del partido fue muy tenso, pues antes del encuentro Colombia había ganado 4-0 a Paraguay en Asunción, la única selección junto a Uruguay en pelear el quinto puesto, y logró superar a Uruguay por 1 punto alcanzando en total 27 puntos, llegando así al quinto puesto, que dirige a la selección a la repesca intercontinental ante Australia, ganadora de la clasificatoria de la OFC. Uruguay en ese momento tenía 26 puntos, pero con mayor diferencia de goles que Colombia, por un gol a favor, por lo que un empate bastaba para superar a Colombia por diferencia de goles y acceder a la repesca.
El partido finalizó 1-1, pero luego de terminar el partido el jugador argentino Juan Sebastián Verón declaró que los jugadores uruguayos "estaban sufriendo" al igual que los hinchas locales, y que ya se sabía el resultado en Asunción, por lo que los argentinos pararon de atacar durante el segundo tiempo. Finalmente Uruguay clasificó a la Copa del Mundo tras vencer en la vuelta por 3-0 a Australia, tras haber perdido 1-0 en la ida. 
Luego en 2004 el ex DT uruguayo Juan Ramón Carrasco aclaró que se hizo un "pacto" con la selección argentina para mantener el resultado, para clasificarse a la repesca.

## Clasificatorias

### Antes del partido
| \| Equipo \| Pts \| PJ \| PG \| PE \| PP \| GF \| GC \| Dif \| \| --------- \| --- \| -- \| -- \| -- \| -- \| -- \| -- \| --- \| \| Argentina \| 42 \| 17 \| 13 \| 3 \| 1 \| 41 \| 14 \| 27 \| \| Paraguay \| 30 \| 17 \| 9 \| 3 \| 5 \| 29 \| 19 \| 10 \| \| Ecuador \| 30 \| 17 \| 9 \| 3 \| 5 \| 23 \| 20 \| 3 \| \| Brasil \| 27 \| 17 \| 8 \| 3 \| 6 \| 28 \| 17 \| 11 \| \| Uruguay \| 26 \| 17 \| 7 \| 5 \| 5 \| 18 \| 12 \| 6 \| \| Colombia \| 24 \| 17 \| 6 \| 6 \| 5 \| 16 \| 15 \| 1 \| \| Bolivia \| 17 \| 17 \| 4 \| 5 \| 8 \| 20 \| 32 \| -12 \| \| Venezuela \| 16 \| 17 \| 5 \| 1 \| 11 \| 18 \| 41 \| -23 \| \| Perú \| 15 \| 17 \| 4 \| 3 \| 10 \| 13 \| 24 \| -11 \| \| Chile \| 11 \| 17 \| 3 \| 2 \| 12 \| 15 \| 27 \| -12 \| |     |    |    |    |    |    |    |     |
| Equipo | Pts | PJ | PG | PE | PP | GF | GC | Dif |
| Argentina | 42  | 17 | 13 | 3  | 1  | 41 | 14 | 27  |
| Paraguay | 30  | 17 | 9  | 3  | 5  | 29 | 19 | 10  |
| Ecuador | 30  | 17 | 9  | 3  | 5  | 23 | 20 | 3   |
| Brasil | 27  | 17 | 8  | 3  | 6  | 28 | 17 | 11  |
| Uruguay | 26  | 17 | 7  | 5  | 5  | 18 | 12 | 6   |
| Colombia | 24  | 17 | 6  | 6  | 5  | 16 | 15 | 1   |
| Bolivia | 17  | 17 | 4  | 5  | 8  | 20 | 32 | -12 |
| Venezuela | 16  | 17 | 5  | 1  | 11 | 18 | 41 | -23 |
| Perú | 15  | 17 | 4  | 3  | 10 | 13 | 24 | -11 |
| Chile | 11  | 17 | 3  | 2  | 12 | 15 | 27 | -12 |

## El partido
El partido se inició con mucha tensión en la afición uruguaya, quien ya sabía el resultado en Asunción (Colombia iba ganando 2-0).
Se inició el partido con las siguientes alineaciones:
| 1          | POR        | Fabián Carini         |     |
| 2          | DEF        | Washington Tais       | 63' |
| 3          | DEF        | Alejandro Lembo       |     |
| 4          | DEF        | Paolo Montero         |     |
| 5          | DEF        | Pablo García          |     |
| 6          | MED        | Damián Rodríguez      | 81' |
| 7          | MED        | Gianni Guigou         |     |
| 8          | MED        | Gonzalo de los Santos |     |
| 9          | DEL        | Darío Silva           | 45' |
| 11         | DEL        | Federico Magallanes   |     |
| 20         | DEL        | Álvaro Recoba         |     |
| Entrenador | Entrenador | Víctor Púa            |     |

| 1          | POR        | Germán Burgos        |     |
| 2          | DEF        | Roberto Ayala        |     |
| 3          | DEF        | Juan Pablo Sorín     |     |
| 4          | DEF        | Mauricio Pochettino  |     |
| 5          | MED        | Matías Almeyda       |     |
| 6          | DEF        | Walter Samuel        |     |
| 7          | DEL        | Claudio López        |     |
| 8          | DEF        | Javier Zanetti       |     |
| 11         | MED        | Juan Sebastián Verón |     |
| 16         | MED        | Pablo Aimar          | 82' |
| 23         | MED        | Ariel Ortega         | 45' |
| Entrenador | Entrenador | Marcelo Bielsa       |     |

|  | DEL | Diego Alonso    | 45' |
|  | DEF | Richard Morales | 63' |
|  | DEL | Mario Regueiro  | 81' |

|  | DEL | Julio Cruz     | 45' |
|  | DEF | Diego Placente | 82' |

| Anotado | 19' | Darío Silva | 1-0 |

| Anotado | 44' | Claudio López | 1-1 |

| Árbitro             | Markus Merk      |
| Árbitros asistentes | Heiner Müller    |
| Árbitros asistentes | Frank Schumacher |
| Cuarto árbitro      | Hermann Albrecht |

| 1          | POR        | Fabián Carini         |     |
| 2          | DEF        | Washington Tais       | 63' |
| 3          | DEF        | Alejandro Lembo       |     |
| 4          | DEF        | Paolo Montero         |     |
| 5          | DEF        | Pablo García          |     |
| 6          | MED        | Damián Rodríguez      | 81' |
| 7          | MED        | Gianni Guigou         |     |
| 8          | MED        | Gonzalo de los Santos |     |
| 9          | DEL        | Darío Silva           | 45' |
| 11         | DEL        | Federico Magallanes   |     |
| 20         | DEL        | Álvaro Recoba         |     |
| Entrenador | Entrenador | Víctor Púa            |     |

| 1          | POR        | Germán Burgos        |     |
| 2          | DEF        | Roberto Ayala        |     |
| 3          | DEF        | Juan Pablo Sorín     |     |
| 4          | DEF        | Mauricio Pochettino  |     |
| 5          | MED        | Matías Almeyda       |     |
| 6          | DEF        | Walter Samuel        |     |
| 7          | DEL        | Claudio López        |     |
| 8          | DEF        | Javier Zanetti       |     |
| 11         | MED        | Juan Sebastián Verón |     |
| 16         | MED        | Pablo Aimar          | 82' |
| 23         | MED        | Ariel Ortega         | 45' |
| Entrenador | Entrenador | Marcelo Bielsa       |     |

|  | DEL | Diego Alonso    | 45' |
|  | DEF | Richard Morales | 63' |
|  | DEL | Mario Regueiro  | 81' |

|  | DEL | Julio Cruz     | 45' |
|  | DEF | Diego Placente | 82' |

| Anotado | 19' | Darío Silva | 1-0 |

| Anotado | 44' | Claudio López | 1-1 |

| Árbitro             | Markus Merk      |
| Árbitros asistentes | Heiner Müller    |
| Árbitros asistentes | Frank Schumacher |
| Cuarto árbitro      | Hermann Albrecht |

La Selección de fútbol de Uruguay comenzó ofensivamente, dominando con varias llegadas al arco rival. Luego el uruguayo Darío Silva inició el marcador en el minuto 19, pero luego Claudio Javier "El Piojo" López en el minuto 44 empató para Argentina. El resultado se mantuvo así hasta el término del partido.
Después del término, fue entrevistado el argentino Juan Sebastián Verón quien declaró que los jugadores uruguayos "estaban sufriendo" al igual que los hinchas locales, y que ya se sabía el resultado en Asunción, por lo que los argentinos pararon de atacar durante el segundo tiempo. Finalmente Uruguay clasificó a la Copa del Mundo tras vencer en la vuelta por 3-0 a Australia, tras haber perdido 1-0 en la ida. 
También medios locales atribuyeron a los jugadores argentinos Germán Burgos y Juan Pablo Sorín haber dicho que se habrían dejado perder si Uruguay necesitaba los tres puntos. Colombia pidió a la FIFA la semana de la repesca investigar el partido, pero no fue reclamado hasta entonces.

## Tabla de posiciones final
| Equipo    | Pts | PJ | PG | PE | PP | GF | GC | Dif |
| --------- | --- | -- | -- | -- | -- | -- | -- | --- |
| Argentina | 43  | 18 | 13 | 4  | 1  | 42 | 15 | 27  |
| Ecuador   | 31  | 18 | 9  | 4  | 5  | 23 | 20 | 3   |
| Brasil    | 30  | 18 | 9  | 3  | 6  | 31 | 17 | 14  |
| Paraguay  | 30  | 18 | 9  | 3  | 6  | 29 | 23 | 6   |
| Uruguay   | 27  | 18 | 7  | 6  | 5  | 19 | 13 | 6   |
| Colombia  | 27  | 18 | 7  | 6  | 5  | 20 | 15 | 5   |
| Bolivia   | 18  | 18 | 4  | 6  | 8  | 21 | 33 | -12 |
| Perú      | 16  | 18 | 4  | 4  | 10 | 14 | 25 | -11 |
| Venezuela | 16  | 18 | 5  | 1  | 12 | 18 | 44 | -26 |
| Chile     | 12  | 18 | 3  | 3  | 12 | 15 | 27 | -12 |

Con el empate, Uruguay clasificó a la repesca intercontinental ante Australia mientras Colombia quedó eliminada por diferencia de goles. Argentina, quien tuvo una excelente clasificatoria, la cerró de manera notable e invicta durante la segunda ronda.
Uruguay en la ida, jugado el 20 de noviembre en Melbourne, ciudad australiana, perdió por 1-0 con gol de Kevin Muscat de penal en el minuto 78. Pero en la vuelta, Uruguay goleó por 3-0 en Montevideo con goles de Darío Silva en el minuto 14 y de Richard Morales en los minutos 70 y 90, clasificándose a la Copa del Mundo de Corea y Japón 2002.

## Hechos similares
En esa misma última fecha de las clasificatorias al Mundial 2002 Colombia ganó por 4-0 de visitante a Paraguay que estaba invicta de local. Un gol más de Colombia hubiera mandado a la selección al Repechaje en lugar de Uruguay. Paraguay recibió los 4 goles en el primer tiempo y jugó de manera pasiva durante el segundo pero Colombia no logró marcar el último gol.
En las clasificatorias al Mundial 2006 sucedió casi lo mismo, pues Colombia había ganado en la última fecha a Paraguay, y Uruguay necesitaba una victoria o sí para clasificar a la repesca. Finalmente ganó por 1-0, superando a Colombia por 1 punto, pues Colombia tenía 24 puntos y Uruguay tenía 25 con peor diferencia de goles, clasificándose a la repesca nuevamente con Australia, pero esa vez perdió la repesca por penales tras ganar 1-0 en la ida y perder 0-1 en la vuelta. La diferencia entre el partido del 2001 y del 2005 es que en la del 2005 no hubo reclamos o evidencia de algún amaño.
En las eliminatorias al Mundial 2014 volvió a darse una situación similar, sin Colombia entre los protagonistas. En este caso, Uruguay ya tenía asegurada la repesca, pero debía vencer a Argentina, ya clasificada y que únicamente había perdido en la fecha 2, y esperar una derrota de Chile ante Ecuador, o viceversa, con la suficiente diferencia de gol para clasificar directamente. Finalmente Uruguay venció a Argentina por 3 a 2, pero Chile venció a Ecuador por 2 a 1; y por la diferencia de gol, Uruguay debió jugar la repesca, donde saldría victorioso. A pesar del sorpresivo triunfo ante el equipo argentino, sumado a los antecedentes de las eliminatorias anteriores, los rumores previos a los partidos esta vez pusieron en sospecha la posibilidad de empate arreglado entre Chile y Ecuador para asegurar la clasificación de ambas selecciones, aunque los resultados que necesitaba el equipo uruguayo eran difíciles de darse, ya que la diferencia de gol previa a los partidos de Uruguay era inferior por 3 goles con Chile y por 5 goles con Ecuador. Para las próximas eliminatorias, el fixture fue modificado.
En la fecha 18 de la Clasificación para la Copa Mundial de 2018, se enfrentaron las selecciones de Perú y Colombia en Lima. Hasta antes de ese partido, el que perdía ese partido quedaba eliminado, y por un empate podía quedar eliminado por diferencia de goles, por esta razón el partido fue de trámite intenso y disputado (a diferencia del Uruguay Argentina de 2001). Al minuto 61 llegó el gol de James Rodríguez para Colombia, clasificando a Chile a la repesca, a Colombia directo y a Perú eliminado, pero en el minuto 81, Paolo Guerrero de tiro libre anotó un gol que fue contado como autogol del portero colombiano David Ospina, pues si no hubiera tocado la pelota, el gol no valía. Durante los últimos 5 minutos del encuentro en el que los jugadores al saber los resultados parciales de los otros partidos de la fecha que se jugaban simultáneamente, Brasil-Chile (2-0) y Paraguay-Venezuela (0-0), y que un empate clasificaba a uno directo y a otro a la repesca las selecciones de Colombia y Perú disminuyeron el ritmo sabiendo que el resultado convenía a ambos equipos. Y luego, Venezuela anotó el gol que dejó a Paraguay eliminado, donde luego los jugadores Radamel Falcao de Colombia y Renato Tapia de Perú conversaron al minuto 42 del segundo tiempo dejando en claro que las dos selecciones con el empate estaban clasificándose, a Colombia directamente y a Perú en la repesca. Luego Tapia comentó la conversación a la prensa. Finalmente Perú derrotó en la repesca a Nueva Zelanda, clasificándose a la Copa Mundial de Fútbol de 2018 después de 36 años.